# Ilhas Virgens Americanas nos Jogos Olímpicos de Inverno de 1998
As Ilhas Virgens Americanas participaram dos Jogos Olímpicos de Inverno de 1998 em Nagano, Japão.